# Mistrzostwa Europy w Kajakarstwie 2008
Mistrzostwa Europy w Kajakarstwie  odbyły się w dniach 15-18 maja 2008 roku w Mediolanie (Włochy).

## Tabela medalowa
| Miejsce | Państwo         | Złoto | Srebro | Brąz | Razem |
| ------- | --------------- | ----- | ------ | ---- | ----- |
| 1       | Węgry           | 6     | 7      | 5    | 18    |
| 2       | Rosja           | 4     | 3      | 2    | 9     |
| 3       | Białoruś        | 4     | 1      | 2    | 7     |
| 4       | Słowacja        | 3     | 0      | 0    | 3     |
| 5       | Niemcy          | 2     | 3      | 4    | 9     |
| 6       | Litwa           | 2     | 1      | 1    | 4     |
| 7       | Dania           | 2     | 0      | 0    | 2     |
| 7       | Wielka Brytania | 2     | 0      | 0    | 2     |
| 9       | Rumunia         | 1     | 1      | 2    | 4     |
| 10      | Francja         | 1     | 0      | 1    | 2     |
| 11      | Polska          | 0     | 3      | 3    | 6     |
| 12      | Hiszpania       | 0     | 2      | 1    | 3     |
| 12      | Ukraina         | 0     | 2      | 1    | 3     |
| 12      | Serbia          | 0     | 2      | 1    | 3     |
| 15      | Włochy          | 0     | 1      | 2    | 3     |
| 16      | Finlandia       | 0     | 1      | 0    | 1     |
| 17      | Bułgaria        | 0     | 0      | 1    | 1     |
| 17      | Łotwa           | 0     | 0      | 1    | 1     |
| Razem   | Razem           | 27    | 27     | 27   | 81    |

## Medaliści

### Mężczyźni

#### Kanadyjki
| Konkurencja | Złoto                                                                                          | Czas     | Srebro                                                                         | Czas     | Brąz                                                                                           | Czas     |
| C-1 200 m   | Nikołaj Lipkin                                                                                 | 40,204   | Dzmitri Wajczikin                                                              | 41,627   | László Foltán                                                                                  | 41,707   |
| C-1 500 m   | Nikołaj Lipkin                                                                                 | 1:56,155 | Sebastian Brende                                                               | 1:56,435 | Jurij Czeban                                                                                   | 1:57,569 |
| C-1 1000 m  | Mathieu Goubel                                                                                 | 3:58,869 | Konstantin Fomiczew                                                            | 3:59,723 | Sebastian Brendel                                                                              | 4:00,989 |
| C-2 200 m   | Litwa · Raimundas Labuckas · Tomas Gadeikis                                                    | 37,167   | Rosja · Jewgienij Ignatow · Iwan Sztyl                                         | 37,177   | Węgry · Gergely Kovács · Attila Végh                                                           | 38,577   |
| C-2 500 m   | Rosja · Siergiej Ulegin · Aleksandr Kostogłod                                                  | 1:48,271 | Węgry · György Kolonics · György Kozmann                                       | 1:48,918 | Bułgaria · Dejan Georgiew · Adnan Aliew                                                        | 1:49,028 |
| C-2 1000 m  | Białoruś · Andrej Bahdanowicz · Alaksandr Bahdanowicz                                          | 3:40,655 | Ukraina · Rusłan Dżaliłow · Petro Kruk                                         | 3:41,192 | Polska · Paweł Baraszkiewicz · Wojciech Tyszyński                                              | 3:41,955 |
| C-4 200 m   | Rosja · Jewgienij Ignatow · Iwan Sztyl · Wiktor Melantiew · Nikołaj Lipkin                     | 34,613   | Węgry · Gábor Horváth · Márton Joób · Péter Balázs · Pál Sarudi                | 34,979   | Białoruś · Dzmitri Rabczanka · Alaksandr Żukouski · Andrej Bahdanowicz · Alaksandr Bahdanowicz | 35,096   |
| C-4 500 m   | Rumunia · Ciprian Popa · Nicolae Flocea · Silviu Simioncencu · Catalin Costache                | 1:39,237 | Węgry · Gábor Horváth · Marton Joób · Pál Sarudi · Péter Balázs                | 1:40,547 | Rosja · Aleksandr Kowalow · Roman Kruglakow · Michaił Pawłow · Dmitrij Siergiejew              | 1:40,857 |
| C-4 1000 m  | Białoruś · Dzmitri Rabczanka · Dzmitri Wałczikin · Kanstantin Szczarbak · Aliaksandr Wałczeski | 3:23,386 | Rumunia · Iosif Chirilă · Andrei Cuculici · Florin Mironcic · Catalin Costache | 3:24,559 | Polska · Łukasz Woszczyński · Arkadiusz Toński · Adam Ginter · Łukasz Gros                     | 3:25,116 |

#### Kajaki
| Konkurencja | Złoto                                                                             | Czas     | Srebro                                                                        | Czas     | Brąz                                                                                     | Czas     |
| K-1 200 m   | Vytautas Vaičikonis                                                               | 36,333   | Péter Molnár                                                                  | 36,506   | Aleksejs Rumjancevs                                                                      | 36,536   |
| K-1 500 m   | Kasper Bleibach                                                                   | 1:44,598 | Michele Zerial                                                                | 1:44,638 | Anton Riachow                                                                            | 1:45,275 |
| K-1 1000 m  | Tim Brabants                                                                      | 3:33,493 | Gábor Kucsera                                                                 | 3:33,563 | Max Hoff                                                                                 | 3:34,960 |
| K-2 200 m   | Białoruś · Raman Piatruszenka · Wadzim Machnieu                                   | 32,920   | Litwa · Alvydas Duonėla · Egidijus Balčiūnas                                  | 33,374   | Węgry · Péter Molnár · Viktor Kadler                                                     | 33,454   |
| K-2 500 m   | Niemcy · Ronald Rauhe · Tim Wieskotter                                            | 1:33,432 | Hiszpania · Carlos Pérez Rial · Saúl Craviotto                                | 1:33,925 | Litwa · Alvydas Duonėla · Egidijus Balčiūnas                                             | 1:35,222 |
| K-2 1000 m  | Dania · Kim Wraae Knudsen · René Poulsen                                          | 3:16,003 | Hiszpania · Javier Hernanz · Diego Cosgaya                                    | 3:16,366 | Francja · Philippe Colin · Cyrille Carre                                                 | 3:17,616 |
| K-4 200 m   | Białoruś · Raman Piatruszenka · Dziamin Turczyn · Wadzim Machnieu · Rusłan Biczan | 30,721   | Serbia · Ognjen Filipović · Bora Sibinkić · Milan Đenadić · Dragan Zorić      | 30,784   | Węgry · Márton Sík · Gergely Boros · Balázs Babella · Attila Csamangó                    | 31,094   |
| K-4 500 m   | Słowacja · Richard Riszdorfer · Michal Riszdorfer · Juraj Tarr · Erik Vlček       | 1:20,655 | Węgry · Zoltán Kammerer · Gábor Kucsera · Zoltán Benkő · Viktor Kadler        | 1:21,822 | Białoruś · Raman Piatruszenka · Aliaksiej Abalmasau · Artur Litwińczuk · Wadzim Machnieu | 1:21,882 |
| K-4 1000 m  | Słowacja · Richard Riszdorfer · Michal Riszdorfer · Erik Vlček · Juraj Tarr       | 3:02,876 | Niemcy · Lutz Altepost · Norman Bröckl · Torsten Eckbrett · Björn Goldschmidt | 3:04,284 | Włochy · Franco Benedini · Antonio Rossi · Alberto Ricchcetti · Luca Piemonte            | 3:04,532 |

### Kobiety

#### Kajaki
| Konkurencja | Złoto                                                                                   | Czas     | Srebro                                                                                        | Czas     | Brąz                                                                          | Czas     |
| K-1 200 m   | Lucy Wainwright                                                                         | 41,399   | Inna Osypenko-Radomska                                                                        | 41,607   | Dorota Kuczkowska                                                             | 42,471   |
| K-1 500 m   | Katalin Kovács                                                                          | 1:56,195 | Katrin Wagner-Augustin                                                                        | 1:56,475 | Josefa Idem                                                                   | 1:57,035 |
| K-1 1000 m  | Dalma Benedek                                                                           | 3:59,304 | Antonija Nađ                                                                                  | 4:03,961 | Marina Schuck                                                                 | 4:04,134 |
| K-2 200 m   | Słowacja · Ivana Kmeťová · Martina Kohlová                                              | 38,198   | Polska · Marta Walczykiewicz · Sandra Pawełczak                                               | 39,158   | Węgry · Krisztina Fazekas · Melinda Patyi                                     | 39,188   |
| K-2 500 m   | Węgry · Danuta Kozák · Gabriella Szabó                                                  | 1:48,459 | Finlandia · Jenni Mikonen · Anne Rikala                                                       | 1:49,426 | Niemcy · Fanny Fischer · Nicole Reinhardt                                     | 1:49,502 |
| K-2 1000 m  | Węgry · Erika Medvelszky · Bereniké Faldum                                              | 3:44,105 | Polska · Marta Walczykiewicz · Sandra Pawełczak                                               | 3:47,095 | Rumunia · Alina Chirila · Lidia Talpa                                         | 3:49,932 |
| K-4 200 m   | Węgry · Tímea Paksy · Danuta Kozák · Krisztina Fazekas · Melinda Patyi                  | 35,915   | Rosja · Nadieżda Pietrowa · Aleksandra Tomnikowa · Nadieżda Piszczulina · Natalia Łobowa      | 36,559   | Serbia · Miljana Knežević · Antonia Panda · Renata Major-Kubik · Marta Tibor  | 36,592   |
| K-4 500 m   | Niemcy · Carolin Leonhardt · Conny Wassmuth · Katrin Wagner-Augustin · Nicole Reinhardt | 1:32,953 | Węgry · Tímea Paksy · Krisztina Fazekas · Dalma Benedek · Danuta Kozák                        | 1:33,547 | Hiszpania · Beatriz Manchón · Jana Šmidáková · Sonia Molanes · Teresa Portela | 1:34,813 |
| K-4 1000 m  | Węgry · Tímea Paksy · Krisztina Fazekas · Dalma Benedek · Alexandra Keresztesi          | 3:28,303 | Polska · Beata Mikołajczyk · Edyta Dzieniszewska · Małgorzata Chojnacka · Ewelina Wojnarowska | 3:30,613 | Rumunia · Alina Chirila · Lidia Talpa · Florica Vulpes · Iulia Pascu          | 3:36,400 |